# Matías Schulz
Matías Schulz (Buenos Aires, 12 de febrero de 1982) es un exjugador argentino de balonmano que se desempeñó como arquero. Su último equipo fue el Pfadi Winterthur de Suiza. Fue un componente de la selección de balonmano de Argentina.
A mediados de 2020 se retiró del balonmano profesional.

## Trayectoria deportiva
Debutó en la Selección mayor argentina en el Campeonato Sudamericano de 2001, consagrándose campeón. En la final del torneo Argentina venció a Brasil 29-16. Participó en el Sudamericano de Mar del Plata 2003, en el que Argentina obtuvo el segundo puesto. En 2004 participaría de su primer Campeonato Panamericano en Santiago de Chile, obteniendo el título.
En 2005 participó en su primer Campeonato Mundial con la Selección mayor realizado en Túnez. Participó también en los mundiales de Alemania 2007 y Croacia 2009.
En 2010 volvió a consagrarse campeón panamericano tras el segundo puesto obtenido en 2008 en Brasil.
Un año más tarde, en el Campeonato Mundial de 2011 lograría la mejor actuación internacional de la historia del handball argentino. El mundial comenzaría con un empate ante Corea del Sur, perdiendo luego por un gol contra Polonia. En el tercer partido, vencen a Eslovaquia por 5 goles, debiendo posteriormente enfrentar a Suecia donde logran un triunfo 27-22. El último partido del grupo lo ganan contra Chile. En la segunda fase pierden los 3 encuentros, contra Croacia 24-31, con Dinamarca y por 25-26 con Serbia.
Formó parte de la Selección Olímpica en los Juegos Olímpicos de Londres 2012 en el que logran una victoria en el último partido de la fase de grupos ante Gran Bretaña por 32-21. Finalmente consiguen posicionarse 10.º en lo que fue el primer Juego Olímpico en la historia para la selección conducida por Eduardo Gallardo. En 2013, participó del Campeonato Mundial.
En el Mundial de Catar 2015 empataron 24-24 contra Dinamarca en el primer partido de la fase de grupos, volviendo a demostrar la capacidad de jugar de igual a igual ante una gran potencia de Europa. Pierden contra Polonia y Alemania, 23-24 y 23-28 respectivamente. Contra Arabia Saudita ganan por 32-20 y en el último partido de la fase de grupos vencen a Rusia 30-27, consiguiendo así el pase a los octavos de final del Mundial por segunda vez en su historia, partido en el cual pierden 20-33 frente a Francia, quien luego se coronaría campeona del torneo.
En 2017 participó en el Mundial de Francia, el séptimo en su cuenta personal. Argentina no logró clasificar a octavos de final.
En Juegos Panamericanos, Matías obtuvo la medalla de oro en Guadalajara 2011 y la medalla de plata en Río de Janeiro 2007 y Toronto 2015.
Formó parte de la Selección Olímpica en los Juegos Olímpicos de Río de Janeiro 2016.
En 2019, volvió a obtener la medalla de oro en los Juegos Panamericanos de Lima, logrando también la clasificación a los Juegos Olímpicos de Tokio 2020.

## Clubes
- Sociedad Alemana de Gimnasia de Los Polvorines (1999–2006)
- Dessau-Roßlauer HV (2006–2008)
- Helvetia Anaitasuna (2008–2009)
- Antequera (2009–2010)
- Pines Badajoz (2010–2011)
- Helvetia Anaitasuna (2011–2013)
- BM Granollers (2013–2014)
- HBC Nantes (2014–2016)
- Pfadi Winterthur (2016-2020)